# Saint-Vincent-de-Reins
Saint-Vincent-de-Reins è un comune francese di 685 abitanti situato nel dipartimento del Rodano della regione Alvernia-Rodano-Alpi.

## Società

### Evoluzione demografica
Abitanti censiti